# 玫瑰山 (愛荷華州)
玫瑰山（英語：Rose Hill）是一個位於美國愛荷華州馬哈斯卡縣的城市。

## 地理
玫瑰山的座標為41°19′17″N 92°27′47″W / 41.32139°N 92.46306°W，而該地的平均海拔高度為248米（即814英尺）。

## 人口
根據2010年美國人口普查的數據，玫瑰山的面積為0.36平方千米，當中陸地面積為0.36平方千米，而水域面積為0.00平方千米。當地共有人口168人，而人口密度為每平方千米466人。